# Curling-Weltmeisterschaft der Herren 1994
Die Curling-Weltmeisterschaft der Herren 1994 (offiziell: World Men’s Curling Championship 1994) war die 36. Austragung (inklusive Scotch Cup) der Welttitelkämpfe im Curling der Herren. Sie wurde vom 10. bis 17. April des Jahres im deutschen Markt Oberstdorf im Eisstadion des Eissportzentrum Oberstdorf veranstaltet. 
Die Curling-Weltmeisterschaft der Herren wurde in einem Rundenturnier (Round Robin) zwischen den Mannschaften aus Schottland, Kanada, den Vereinigten Staaten, Deutschland, Schweden, Australien, der Schweiz, Dänemark, Norwegen und erstmals den Niederlanden nausgespielt. 
Die Spiele wurden auf zehn Ends angesetzt.
Kanada erweiterte seine Titelsammlung mit dem 22. Weltmeisterschaftsgewinn. Mit 3:2 Steinen bezwang man Schweden im Finale über zehn Ends. Den dritten Platz und damit Bronze teilten sich die Schweiz und Gastgeber Deutschland. 

## Teilnehmende Nationen
| Australien | Dänemark | Deutschland | Kanada | Niederlande |
| --- | --- | --- | --- | --- |
| New South Wales CC, Victoria Skip: Hugh Millikin Third: Tom Kidd Second: Gerald Chick Lead: Stephen Hewitt Ersatz: Brian Johnson     | Hvidovre CC, Hvidovre Skip: Gert Larsen Third: Oluf Olsen Second: Michael Harry Lead: Henrik Jakobsen Ersatz: Tommy Stjerne | Füssen CC, Füssen Skip: Andreas Kapp Third: Ulrich Kapp Second: Oliver Axnick Lead: Michael Schäffer Ersatz: Holger Höhne          | Kelowna CC, Kelowna, BC Skip: Rick Folk Third: Pat Ryan Second: Bert Gretzinger Lead: Gerry Richard Ersatz: Ron Steinhauer      | Prins Willem-Alexander CC, Den Haag Skip: Wim Neeleman Third: Floris van Imhoff Second: Rob Vilain Lead: Jeroen Van Dillewijn Ersatz: Gustaf van Imhoff |
| Norwegen | Schottland | Schweden | Schweiz | Vereinigte Staaten |
| Risenga CK, Oslo Skip: Tormod Andreassen Third: Stig-Arne Gunnestad Second: Flemming Davanger Lead: Kjell Berg Ersatz: Terje Lyshaug | Carrington CC, Edinburgh Skip: Colin Hamilton Third: Robert Kellyl Second: Vic Moran Lead: Colin Barr Ersatz: Trevor Dodds  | Östersunds CK, Östersund Skip: Jan-Olov Nässén Third: Anders Lööf Second: Mikael Ljungberg Lead: Leif Sätter Ersatz: Örjan Jonsson | Biel-Touring CC, Biel Skip: Markus Eggler Third: Dominic Andres Second: Stefan Hofer Lead: Björn Schröder Ersatz: Martin Zürrer | Bemidji CC, Bemidji, MN Skip: Scott Baird Third: Pete Fenson Second: Mark Haluptzok Lead: Tim Johnson Ersatz: Dan Haluptzok                             |

## Tabelle der Round Robin
| Schlüssel | Schlüssel                      |
| --------- | ------------------------------ |
|           | Qualifiziert für die Play-offs |
|           | Tie-Breaker                    |

| Platz | Team               | Spiele | Siege | Ndlg. |
| ----- | ------------------ | ------ | ----- | ----- |
| 1.    | Schweiz            | 9      | 8     | 1     |
| 2.    | Kanada             | 9      | 8     | 1     |
| 3.    | Deutschland        | 9      | 5     | 4     |
| 4.    | Schweden           | 9      | 5     | 4     |
| 5.    | Vereinigte Staaten | 9      | 5     | 4     |
| 6.    | Norwegen           | 9      | 4     | 5     |
| 7.    | Dänemark           | 9      | 3     | 6     |
| 7.    | Niederlande        | 9      | 3     | 6     |
| 7.    | Schottland         | 9      | 3     | 6     |
| 10.   | Australien         | 9      | 1     | 8     |

## Ergebnisse der Round Robin

### Runde 1
| Schweden | Deutschland |
| 3        | 8           |

| Schottland | Dänemark |
| 6          | 10       |

| Schweiz | Kanada |
| 6       | 4      |

| Norwegen | Vereinigte Staaten |
| 3        | 5                  |

| Niederlande | Australien |
| 7           | 4          |

### Runde 2
| Vereinigte Staaten | Dänemark |
| 5                  | 7        |

| Australien | Schweiz |
| 4          | 7       |

| Schweden | Schottland |
| 10       | 4          |

| Kanada | Niederlande |
| 7      | 3           |

| Deutschland | Norwegen |
| 10          | 8        |

### Runde 3
| Schweden | Schweiz |
| 8        | 7       |

| Norwegen | Kanada |
| 6        | 10     |

| Niederlande | Dänemark |
| 9           | 8        |

| Deutschland | Australien |
| 10          | 9          |

| Vereinigte Staaten | Schottland |
| 7                  | 4          |

### Runde 4
| Deutschland | Schottland |
| 4           | 8          |

| Niederlande | Schweden |
| 2           | 9        |

| Vereinigte Staaten | Australien |
| 11                 | 6          |

| Dänemark | Kanada |
| 2        | 9      |

| Norwegen | Schweiz |
| 5        | 9       |

### Runde 5
| Kanada | Australien |
| 8      | 6          |

| Norwegen | Schottland |
| 11       | 5          |

| Niederlande | Schweiz |
| 4           | 9       |

| Vereinigte Staaten | Schweden |
| 5                  | 3        |

| Dänemark | Deutschland |
| 4        | 6           |

### Runde 6
| Vereinigte Staaten | Niederlande |
| 4                  | 6           |

| Australien | Dänemark |
| 8          | 4        |

| Schweden | Norwegen |
| 6        | 5        |

| Schweiz | Deutschland |
| 5       | 3           |

| Schottland | Kanada |
| 6          | 9      |

### Runde 7
| Norwegen | Dänemark |
| 6        | 4        |

| Vereinigte Staaten | Schweiz |
| 3                  | 6       |

| Deutschland | Kanada |
| 9           | 10     |

| Schottland | Niederlande |
| 9          | 4           |

| Schweden | Australien |
| 8        | 4          |

### Runde 8
| Schottland | Schweiz |
| 4          | 5       |

| Deutschland | Niederlande |
| 10          | 7           |

| Australien | Norwegen |
| 4          | 10       |

| Schweden | Dänemark |
| 4        | 5        |

| Vereinigte Staaten | Kanada |
| 2                  | 3      |

### Runde 9
| Niederlande | Norwegen |
| 5           | 6        |

| Kanada | Schweden |
| 4      | 3        |

| Vereinigte Staaten | Deutschland |
| 8                  | 7           |

| Australien | Schottland |
| 8          | 9          |

| Dänemark | Schweiz |
| 5        | 9       |

## Tie-Breaker
Die punktgleichen Mannschaften aus Deutschland, den Vereinigten Staaten und  Schweden spielten die zwei offenen Plätze für das Halbfinale aus.

### Runde 1
| Vereinigte Staaten | Deutschland |
| 4                  | 9           |

### Runde 2
| Schweden | Vereinigte Staaten |
| 6        | 4                  |

## Play-off

### Turnierbaum
|  | Halbfinale | Halbfinale  | Halbfinale |  |  | Finale | Finale   | Finale |
|  |            |             |            |  |  |        |          |        |
|  |            |             |            |  |  |        |          |        |
|  | 1          | Schweiz     | 4          |  |  |        |          |        |
|  | 4          | Schweden    | 6          |  |  |        |          |        |
|  |            |             |            |  |  | 4      | Schweden | 2      |
|  |            |             |            |  |  | 2      | Kanada   | 3      |
|  | 2          | Kanada      | 6          |  |  |        |          |        |
|  | 3          | Deutschland | 5          |  |  |        |          |        |
|  |            |             |            |  |  |        |          |        |

### Halbfinale
| Kanada | Deutschland |
| 6      | 5           |

| Schweiz | Schweden |
| 4       | 6        |

### Finale
| Team     |  | 1 | 2 | 3 | 4 | 5 | 6 | 7 | 8 | 9 | 10 | Gesamt |
| -------- |  | - | - | - | - | - | - | - | - | - | -- | ------ |
| Kanada   |  | 1 | 0 | 0 | 0 | 0 | 0 | 1 | 0 | 0 | 1  | 3      |
| Schweden |  | 0 | 0 | 1 | 0 | 0 | 0 | 0 | 0 | 1 | 0  | 2      |

## Endstand
| Platz | Land               |
| ----- | ------------------ |
| 1     | Kanada             |
| 2     | Schweden           |
| 3     | Schweiz            |
| 3     | Deutschland        |
| 5     | Vereinigte Staaten |
| 6     | Norwegen           |
| 7     | Dänemark           |
| 7     | Niederlande        |
| 7     | Schottland         |
| 10    | Australien         |